# Peace (chanson de Depeche Mode)
Pour les articles homonymes, voir Peace.
 (octobre 2014).
Si vous disposez d'ouvrages ou d'articles de référence ou si vous connaissez des sites web de qualité traitant du thème abordé ici, merci de compléter l'article en donnant les références utiles à sa vérifiabilité et en les liant à la section « Notes et références ».
Singles de Depeche Mode
Wrong
(2009) Fragile Tension / Hole to Feed
(2009)
Pistes de Sounds of the Universe
In Sympathy
(6) Come Back
(8)
Peace est une chanson de synthpop  du groupe Depeche Mode. Elle est publiée le 15 juin 2009 en tant que 47e single du groupe. Il s'agit du deuxième single extrait de l'album Sounds of the Universe.